# 汪中
汪 中（おう ちゅう、乾隆9年12月20日（1745年1月22日） - 乾隆59年11月20日（1794年12月12日））は、中国清代の儒学者・考証学者。字は容甫。

## 略歴
1974年、揚州府江都県生まれ。1777年（乾隆42年）に貢生に推挙されたが、母親の高齢を理由に辞退、後に畢沅が両湖総督として着任した際にその胥吏となっている。駢文の名手でもあり、「漢上琴台之銘」と「黄鶴楼銘」を著し人々に広く愛唱された。また浙江の文宗閣において四庫全書の校訂に当たった。西湖の僧舎で没した。

## 業績
経学の造詣が深く顧炎武の経論を重んじ、同時代の戴震・梅文鼎などから尊敬されている。その内容は宋学と漢学を兼備したバランスのとれた考証学を形成していた。その文章は韓愈・欧陽脩より漢魏六朝時代のものを模範としていた。『老子』『墨子』などの諸子学でも功績を残しており、特に墨子を孔子と並ぶ存在として賞揚していた。

## 著書
- 『述学内外篇』6巻
  - 「老子考異」「墨子序」などを収録
- 『遺詩』1巻
- 『広陵通典』10巻
- 『経義知新記』1巻
- 『大戴礼正誤』1巻
- 『左氏春秋釈義』1巻
- 『周官徴文』1巻

## 参考
- 『清史列伝』268[2]